# Altmanns (Gemeinde Heidenreichstein)

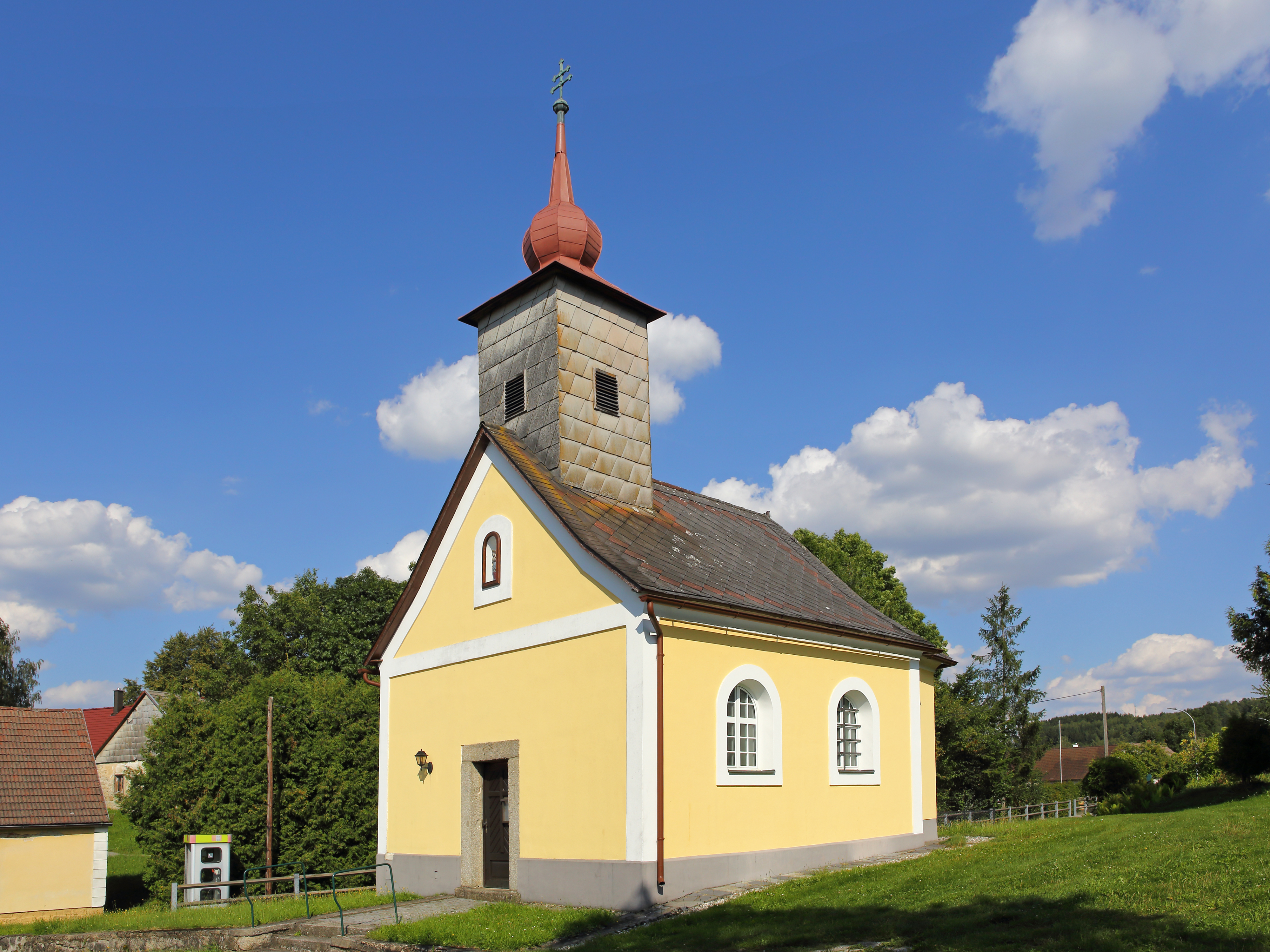
Ortskapelle Altmanns in der Stadtgemeinde Heidenreichstein

Altmanns ist eine Ortschaft und gleichzeitig eine Katastralgemeinde der Stadtgemeinde Heidenreichstein im Bezirk Gmünd im nordwestlichen Waldviertel in Niederösterreich mit 160 Einwohnern (Stand 1. Jänner 2024).

## Geographie
Der Ort ist ein Reihendorf mit einer Waldhufenanlage und grenzt wie folgt an die Katastralgemeinden des Heidenreichsteiner Stadtgebietes: im Norden an Eberweis, im Westen an Thaures und im Osten an Heidenreichstein und Kleinpertholz.
Im Süden grenzt Altmanns an die Katastralgemeinden Kiensaß in der Stadtgemeinde Schrems und Aalfang in der Gemeinde Amaliendorf-Aalfang sowie im Nordwesten ein kurzes Stück an die Katastralgemeinde Gopprechts der Stadtgemeinde Litschau.
Durch die Ortschaft Altmanns fließt der Braunaubach, der 1909 reguliert wurde und von Eisgarn kommend über die Katastralgemeinde Eberweis nach Altmanns gelangt und dann den Nachbarort Amaliendorf erreicht.
Die Ortschaft Altmanns befindet sich auf 540 m ü. A., die höchste Erhebung der Katastralgemeinde befindet sich im Südosten auf 574 m ü. A.
Am 1. April 2020 umfasste die Ortschaft 89 Adressen.

## Geschichte
Der Ortsname leitet sich vom althochdeutschen Personennamen „Altmann“ ab.
Altmanns wurde 1369 erstmals urkundlich erwähnt, wurde 1784 zur Katastralgemeinde und konstituierte sich 1850 zu einer eigenen politischen Gemeinde mit damals 342 Einwohnern. 1934 hatte Altmanns 397 und 1939 364 Einwohner. 2001 lebten noch 232 Personen in der Ortschaft.
Im Jahr 1822 wurde der Ort als Dorf mit 37 Häusern erwähnt, das nach Heidenreichstein eingepfarrt war, aber über eine Filialschule verfügte. Die Herrschaft Heidenreichstein besaß die Ortsobrigkeit, übte die Landgerichtsbarkeit aus und besorgte die Konskription. Die Untertanen und Grundholde des Ortes gehörten der Herrschaft und der Pfarre in Heidenreichstein. Eine Ortskapelle besteht seit 1836. 1877 beginnt die Schulchronik der bis 1966 bestehenden Schule. 1900 ist das Gründungsjahr der Freiwilligen Feuerwehr Altmanns. 1925 wurde mit der Elektrifizierung des Ortes durch das Hoheneicher Elektrizitätswerk HEWEG begonnen. 1951 wurde ein Gemeindehaus mit Feuerwehrdepot errichtet.
Laut Adressbuch von Österreich waren im Jahr 1938 in Altmanns zwei Gastwirte, ein Gemischtwarenhändler, ein Schmied, ein Schneider und mehrere Landwirte ansässig.
Mit 1. Jänner 1972 erfolgte die Zusammenlegung der Gemeinde mit der Stadtgemeinde Heidenreichstein, wobei sich der Gemeinderat Ende 1970 gegen diese Maßnahme der Niederösterreichischen Landesregierung ausgesprochen hatte.

## Naturschutzgebiet und Naturdenkmal

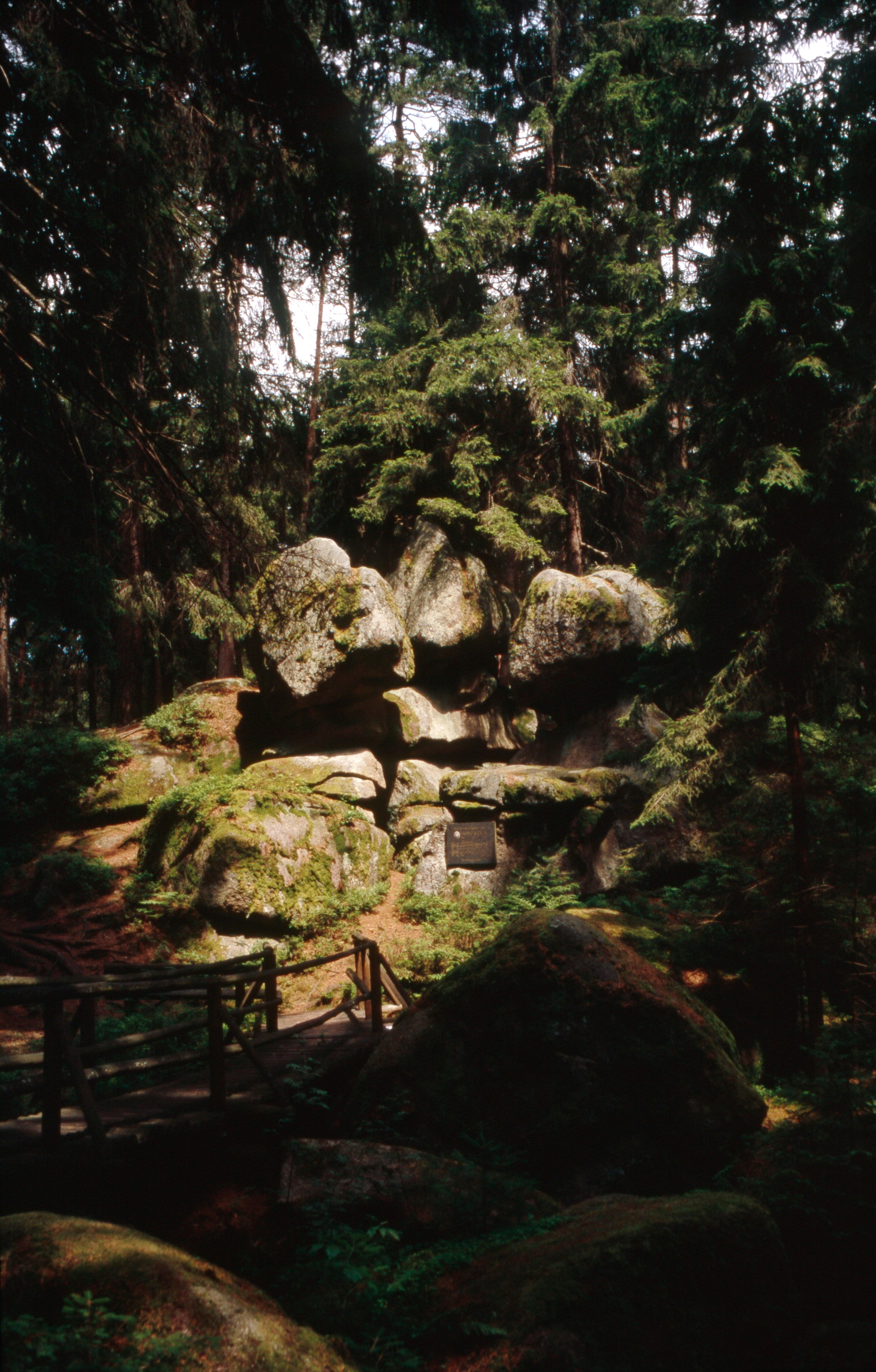
Franz-Geyer-Gedenkstätte, Geyersteine, 80 Meter östlich des Ostufers des Bruneiteiches

### Geyersteine
In Altmanns befindet sich eine zum Naturdenkmal erklärte Felsengruppe, die nach dem 1965 verstorbenen Komponisten Franz Geyer als Franz-Geyer-Gedächtnisstätte bzw. Geyersteine bezeichnet wird. An der Felsformation ist eine Gedenktafel für Geyer angebracht.

### Bruneiteich
Der Bruneiteich ist einer der größten Fischteiche des Waldviertel und liegt in dem seit 1979 bestehenden Naturschutzgebiet Bruneiteich, der Teil des Flora-Fauna-Habitat-Gebietes Waldviertler Teich-, Heide- und Moorlandschaft sowie des Vogelschutzgebietes Waldviertel und des Ramsargebietes Waldviertler Teich-, Moor- und Flusslandschaft ist.
Der etwa zu Beginn des 16. Jahrhunderts geschaffene Teich ist mit einer Fläche von 38,52 Hektar ausgewiesen, hat jedoch wegen der Verlandung eine deutlich geringere Wasserfläche. Eine Besonderheit des Teiches ist das Bestehen von zwei Dämmen und zwei Ablassvorrichtungen (Zapfhäuser), sodass man vom großen und kleinen Bruneiteich spricht. Der Teich weist eine Wassertiefe von 0,6 bis 1 Metern auf. Beide Teichteile entwässern in den Braunaubach. Das Gewässer dient als Karpfen- bzw. Abwachsteich sowie als Fischwasser. Neben Karpfen werden Schlei Maränen und Jungzander gezogen.

## Bürgermeister
- Johann Böhm (1900, 1906)
- Heinrich Felsner (1921, 1923, 1929)
- Josef Apfelthaler (1938)
- Karl Fellner (1944)
- Josef Eipeldauer (1945)
- Karl Flicker (1950)
- Johann Hable (1965, 1970)

## Ehrenbürger
- Alois Barfuß, Schulleiter, Gründer der Freiwilligen Feuerwehr und des landwirtschaftlichen Casinos
- Josef Gaugusch, Oberlehrer
- Karl Flicker, Bürgermeister
- Karl Fellner, Schuldirektor

## Söhne und Töchter
- Franz Flicker, Politiker und Kammersekretär